# Cantón Catamayo
Cantón Catamayo är en kanton i Ecuador.   Den ligger i provinsen Loja, i den södra delen av landet, 400 km söder om huvudstaden Quito. Antalet invånare är 30 638. Arean är 649 kvadratkilometer.
Terrängen i Cantón Catamayo är huvudsakligen mycket bergig.